# Marmosa waterhousei
Marmosa waterhousei es una especie de marsupial de la familia Didelphidae que se encuentra desde la cordillera de Mérida al noroeste de Venezuela, a través de las cuencas del río Magdalena y el río Cauca y al oriente de Colombia, hasta el este de Ecuador y el noreste de Perú, y en un área del noroeste de Brasil bordeada por el río Negro y el río Amazonas. Se ha encontrado en altitudes entre 50 y 1100 metros, en bosques tropicales de tierras bajas y en bosques montanos húmedos.

## Descripción
Alcanzan una longitud corporal de 12,2 a 14,9 cm, tienen una cola de 17,2 a 22,3 cm de largo y pesan de 49 a 66 g. En promedio, la cola es un 40% más larga que la cabeza y el cuerpo combinados. El pelaje del dorso es marrón grisáceo oscuro con un tinte marrón anaranjado claro. Falta una franja oscura en la mitad del dorso y la mitad del dorso es más claro que la parte superior de la cabeza. Los lados del cuerpo son ligeramente más claros que el dorso. Alrededor de los ojos hay anillos de color marrón negruzco que no llegan a la base de las orejas. La parte sin pelo de la cola es de color marrón a marrón oscuro, ligeramente más clara en la parte inferior que en la parte superior. La mitad del vientre, el pecho y la garganta son de color crema claro o amarillento. Los lados del peritoneo, los lados del cuello, la ingle y el interior de las patas delanteras y traseras son grises. Las patas delanteras son de color naranja a marrón, las patas traseras blanquecinas o anaranjadas. Las hembras no tienen bolsa.